# مسجد جامع آگره
مسجد جامع آگره مسجدی در مرکز بافت تاریخی شهر آگره است. این مسجد در سدۀ هفدهم میلادی ساخته شد و بانی آن جهان‌آرا بیگم پنجمین دختر شاه جهان بود. این بنا مسجد اصلی شهر آگره است و در نزدیکی ارگ آگره واقع شده است.